# Topos (plaats)
Topos is een bestuurslaag in het regentschap Lebong van de provincie Bengkulu, Indonesië. Topos telt 1475 inwoners (volkstelling 2010).